# Ggantija

Ggantija, ("Jättens torn") är ett förhistoriskt tempelområde som ligger i önationen Malta på ön Gozo. Templen och ytterligare sex megalitiska tempelbyggnader upptogs på Unescos världsarvslista 1980. 
Området uppfördes under yngre stenåldern, troligen kring Ggantija / Tarxien perioden (bronsåldern), cirka 3600 f. Kr. Ggantija-templen uppfördes först. Utgrävningar påbörjades redan 1827 och återupptogs under åren 1933–1959. Många av fynden finns på National Museum of Archaeology i Valletta.

## Bildgalleri

Karta över Ġgantija-templen
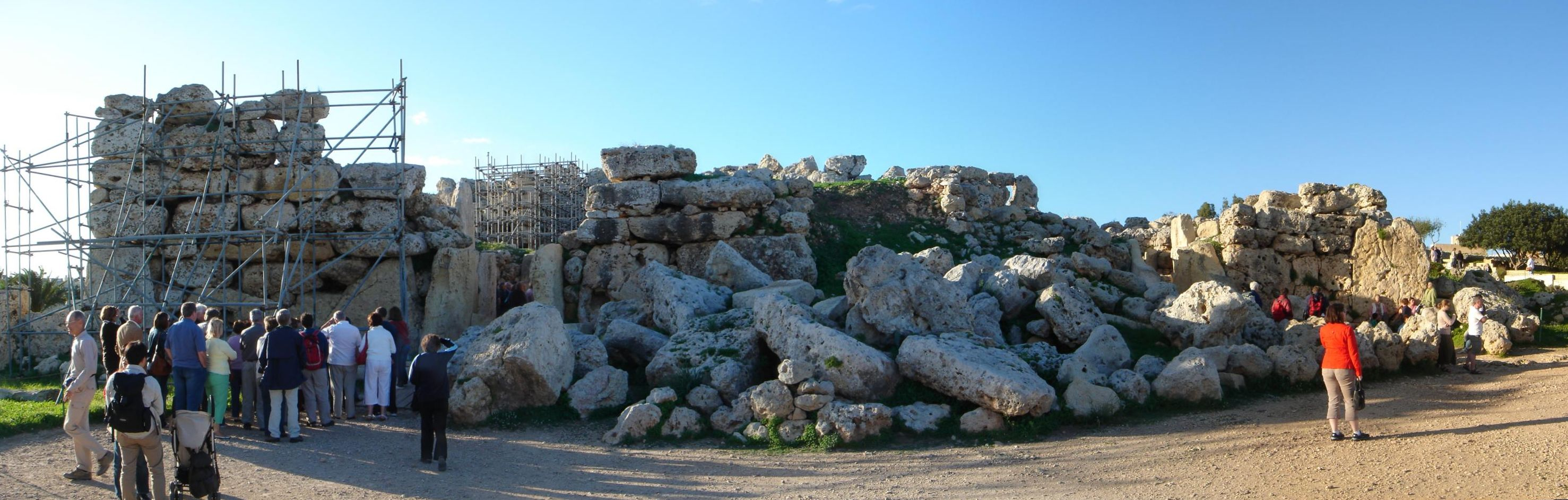
Panorama över Ġgantija framsida
Ġgantijatemplens baksida
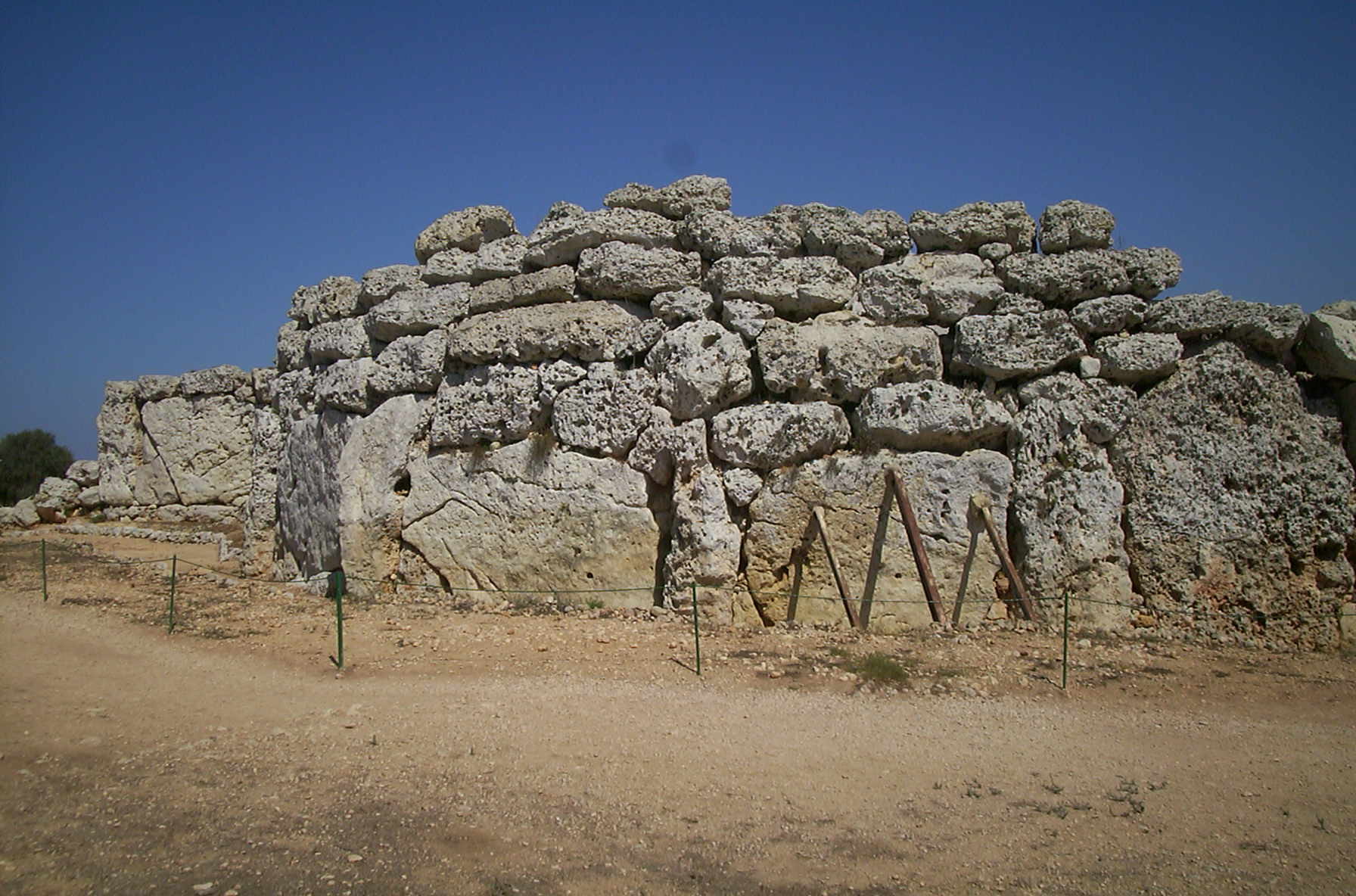
Ġgantija från sidan